# Carl Eduard Schubert
Carl Eduard Schubert (* 31. Oktober 1830 in Halsbrücke; † 11. Januar 1900 in Reichenbach im Vogtland) war ein deutscher Orgelbauer.

## Leben und Wirken
Nach vollendeter Schulausbildung absolvierte Schubert eine Lehre zum Tischler. Anschließend nahm er eine Tätigkeit als Tischlergeselle bei dem Orgelbaumeister Urban Kreutzbach in Borna auf, wo er auch zum Orgelbauer ausgebildet wurde. Er machte sich anschließend selbständig und richtete in Adorf/Vogtland seine Wohnung und Werkstatt ein. 
Seine erste Orgel baute er für die evangelische Kirche im böhmischen Roßbach. Diese wurde im August 1860 eingeweiht. Es folgten u. a. Aufträge für die Kirchen in Greiz, Bösenbrunn, Adorf, Erlbach, Rödlitz, Herold, Wildenfels und Werda. 
Mit seiner Familie zog Schubert 1868 nach Chemnitz. Während der Arbeiten für den Neubau einer großen dreimanualigen Orgel für die dortige Schlosskirche geriet er in den finanziellen Ruin, so dass 1876 seine Werkstatt und Hausrat gepfändet wurden. In der Folge verdingte sich Schubert als Wander-Orgelbauer ohne feste Bleibe. Zunächst wandte er sich nach Marienberg, um die Errichtung einer 1872 begonnenen Orgel zu beenden. Deren Fertigstellung und Einweihung erfolgte 1879. 
Seine Orgeln baute er streng nach dem traditionellen Handwerk und verzichtete auf fabrikmäßig hergestellte Orgelteile und Pfeifen. Dem Zeitgeist widersprechend lehnte es Schubert ab, alte Orgeln zu modernisieren, was sich in seiner Auftragssituation niederschlug. Er selbst führte aus, dass es ihm sein Gewissen verbot, sich der Fabrikorgel zuzuwenden. Er beharrte auf der mechanischen Schleiflade. Im Laufe seines Wirkens entstanden 18 neue Orgeln. Zudem bewahrte er zahlreiche historische Instrumente vor Abriss, Verfall oder Umbau.
Zeitweise wohnte Schubert in Dresden, zuletzt lebte er in Reichenbach im Vogtland als Almosenempfänger. Im Januar 1900 beendete er sein Leben durch Suizid.

## Werkliste (Auswahl)
| Jahr      | Ort               | Gebäude                          | Bild | Manuale | Register | Bemerkungen                                                       |
| --------- | ----------------- | -------------------------------- | ---- | ------- | -------- | ----------------------------------------------------------------- |
| 1860      | Hranice (Roßbach) | Evangelische Kirche              |      | II/P    | 30       | unverändert erhaltenes erstes Werk → Orgel                        |
| 1868      | Adorf             | Johanniskirche (Friedhofskirche) |      | I/P     | 9        | Restaurierung 2023 geplant → Orgel                                |
| 1865–1869 | Herold            | Zum Heiligen Kreuz               |      | II/P    | 19       | umfassende Sanierung in den 1980er Jahren → Orgel                 |
| 1871      | Werda             | Katharinenkirche                 |      | II/P    | 13       | erhalten                                                          |
| 1876      | Großzöbern        | Dorfkirche                       |      | II/P    | 13       | → Orgel                                                           |
| 1887      | Mylau             | Stadtkirche                      |      | II/P    | 21       | weitgreifender Umbau einer Orgel von Gottfried Silbermann → Orgel |
| 1879      | Marienberg        | St. Marien                       |      | III/P   | 51       | → Orgel                                                           |